# Rufo Festo
Rufo Festo (lat: Rufus Festus) fue un historiador romano (magister memoriae), funcionario de la corte  y procónsul de África bajo el imperio de Flavio Valente. Escribió un Breviarium rerum gestarum populi Romani, cronología brevísima de la historia de Roma desde sus orígenes a 364.
La obra es la primera en analizar la formación del Imperio tras las sucesivas adquisiciones de territorios provinciales en la esfera de influencia romana. De ella, escrita con ocasión de la campaña contra los sasánidas, se conserva más o menos la mitad.